# 서클밍크스
서클밍크스(Circleminx)는 루빅스 큐브의 변형으로 원 구가 큐브의 형태를 지니고 있다.  (공식은 루빅스 큐브와 비슷하지만 정면체(nxnxn 큐브)의 큐브와 달리 직면체(n1xn1xn2)의 큐브를 품은 서클밍크스의 경우 회전이 막히는 경우가 있으므로 주의한다.  또 서클밍크스는 '스퀘어 인 밍크스'와 '스퀘어 올 밍크스'로 나뉜다. 간단히 '인 밍크스'와 '올 밍크스'를 설명해보겠다.  인 밍크스는 3x3x3 큐브에서 원으로 모양을 자르고 각만 다진 형태라고 보면 된다. 일반적으로 유니크할 경우 유니크-인 서클밍크스라고 부른다.  올 밍크스는 원구를 만들고 구 형태를 잘라 큐브로 만들어낸 형태라고 보면 된다. 올 밍크스 중 기본적인 큐브는 '스트레이트-서클밍크스'로 구를 바로 잘라 큐브 형태로 만들어낸 형태다.  물론 싱글S 큐브 또는 S1큐브라고 불린다. 이유는 첫자가 S라는 이유에서다. 다만 올 밍크스에 S2 큐브(유니크-서클밍크스에서 설명한다.)도 속하므로 동일한 분류다.  다만 S2 큐브는 S1 큐브를 변형시켰고 유니크-서클밍크스에 분류된다는 점에서 조금 다르다.